# Remparts de Cadillac
Les remparts de Cadillac est un ensemble de vestiges de fortifications d'agglomération situé dans le département français de la Gironde, sur la commune de Cadillac, en France.

## Localisation
Les vestiges de l'enceinte sont disséminés autour du centre-ville. Les principaux éléments restants sont la porte de la Mer, la porte de l'Horloge, les tours situées au sud-est et au sud-ouest de la cité sur l'allée De Lattre de Tassigny, les murailles qui relient ces deux dernières à la porte de la Mer ainsi qu'une tour située route de Branne.

## Historique
La bastide de Cadillac, fondée en 1280 par Jean Ier de Grailly, sénéchal d'Édouard Ier, roi d'Angleterre et duc d'Aquitaine, a conservé quelques éléments de son enceinte élevée du XIIIe siècle au XIVe siècle, deux portes fortifiées, trois tours et une grande partie de son mur d'enceinte. L'ensemble de ces vestiges est classé au titre des monuments historiques par arrêté du 12 juillet 1886.

## Aménagement de l'esplanade
Pierre Lascabettes, architecte-urbaniste (mandataire), Vincent Tricaud, paysagiste et le Cabinet Merlin, VRD et IRIS Conseil (déplacements) ont été retenus, en Avril 2015, en tant que maître d’œuvre pour l’aménagement de l’esplanade des Remparts et de la rue du jardin Public.

## Galerie

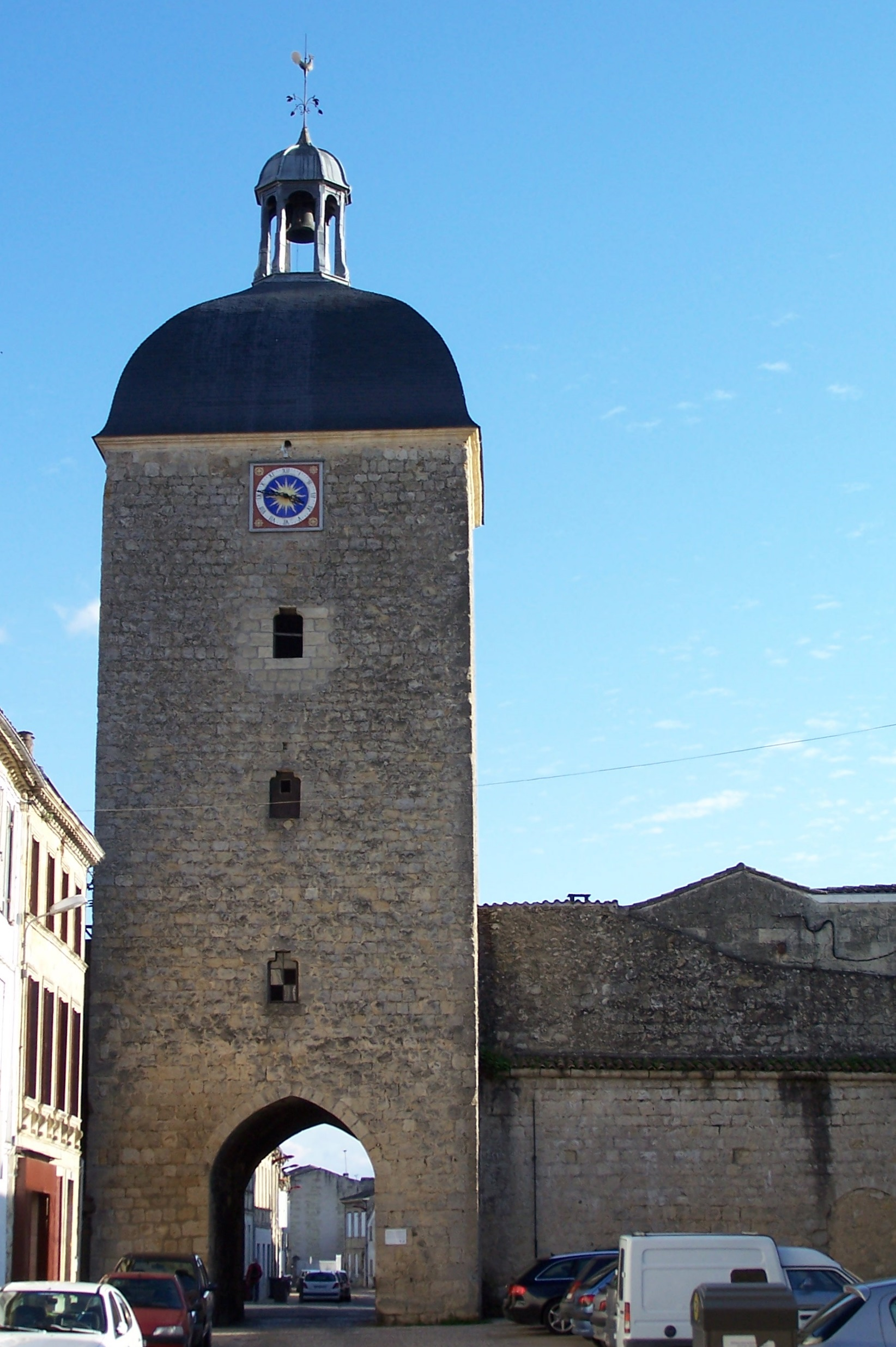
La porte de l'Horloge (nov. 2011)
44° 38′ 09,9″ N, 0° 19′ 08,3″ O
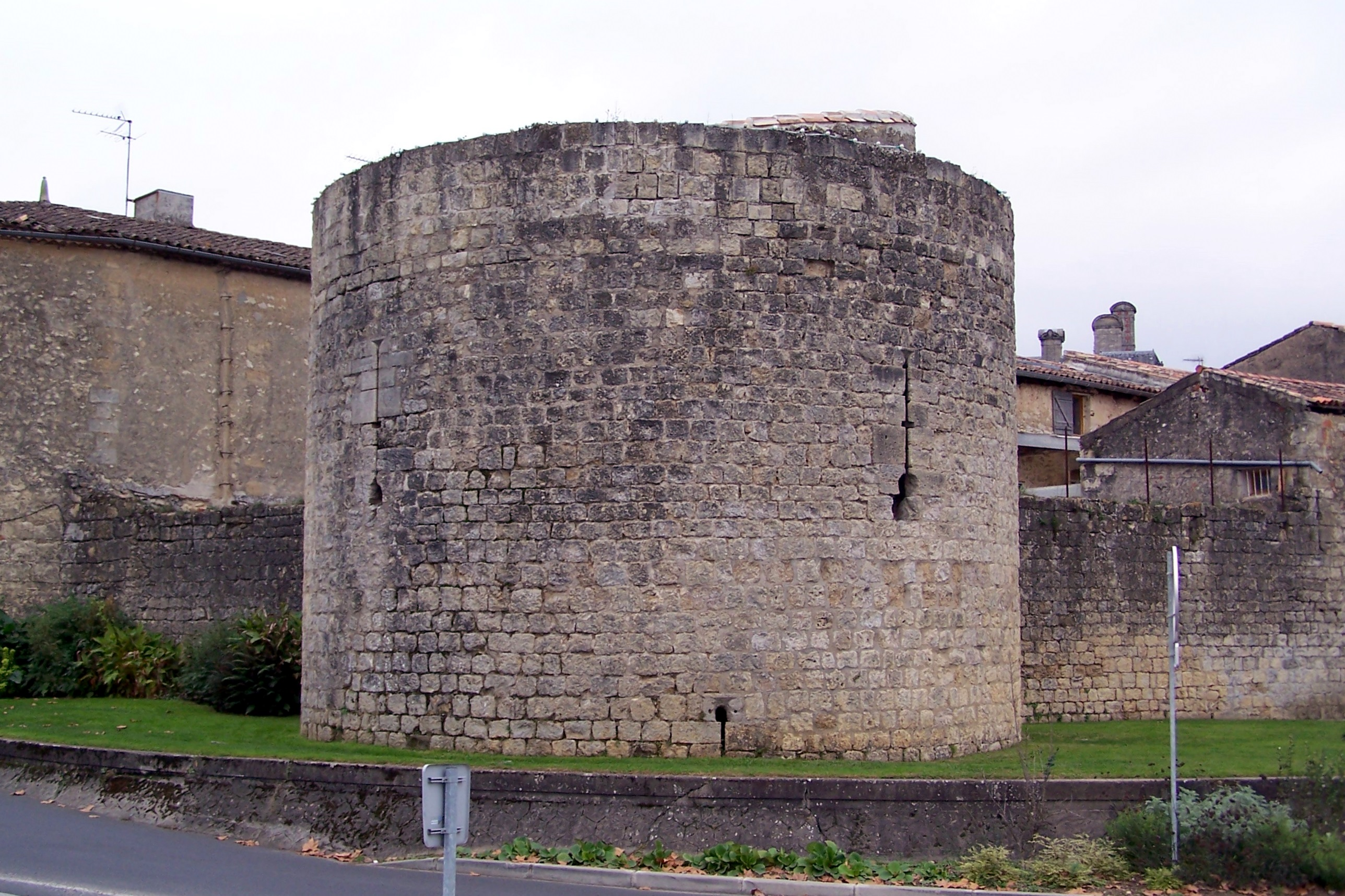
La tour sud-ouest (nov. 2011)
44° 38′ 18,3″ N, 0° 19′ 20″ O
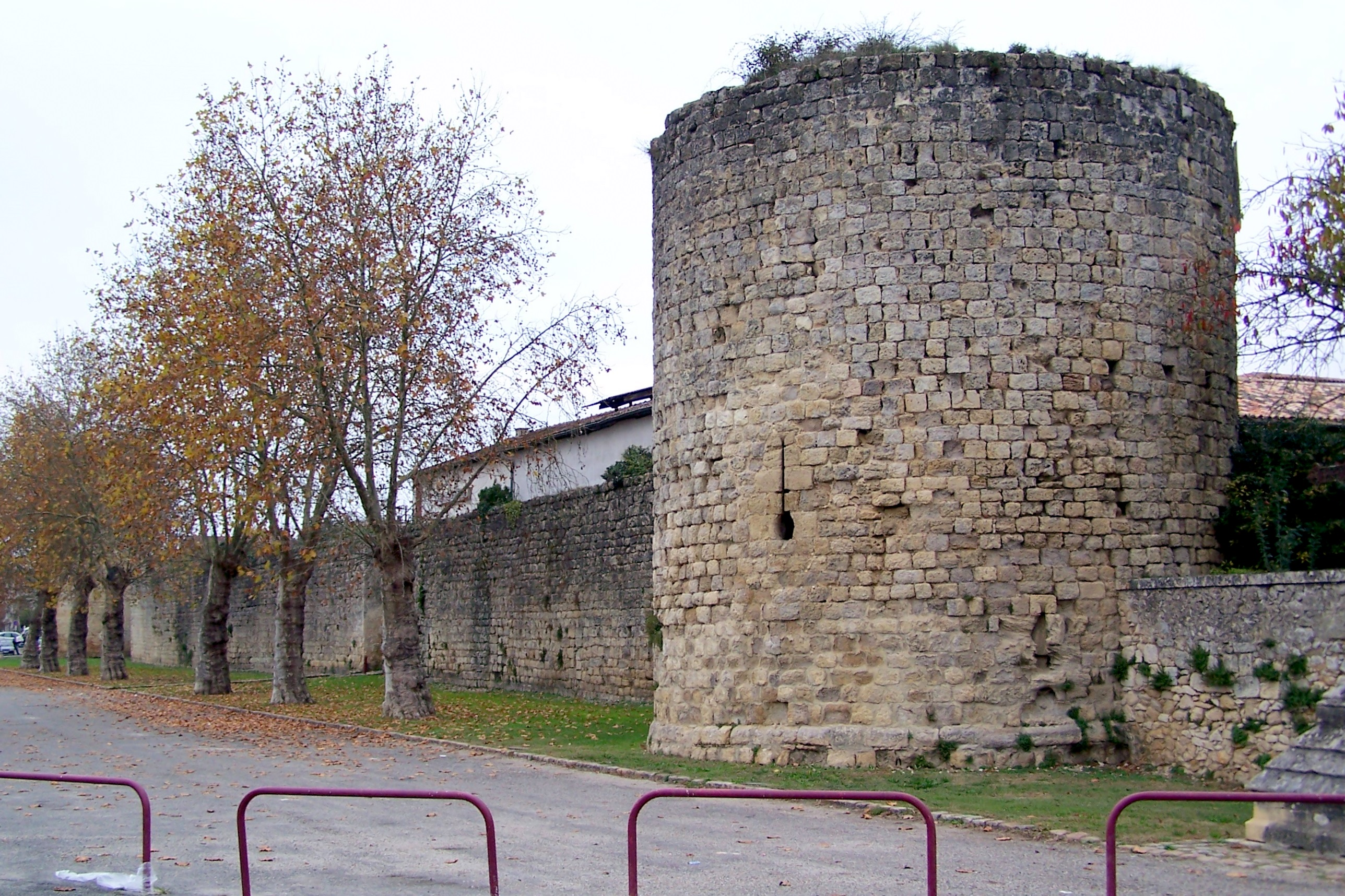
La tour sud-est (nov. 2011)
44° 38′ 08,1″ N, 0° 19′ 12,2″ O
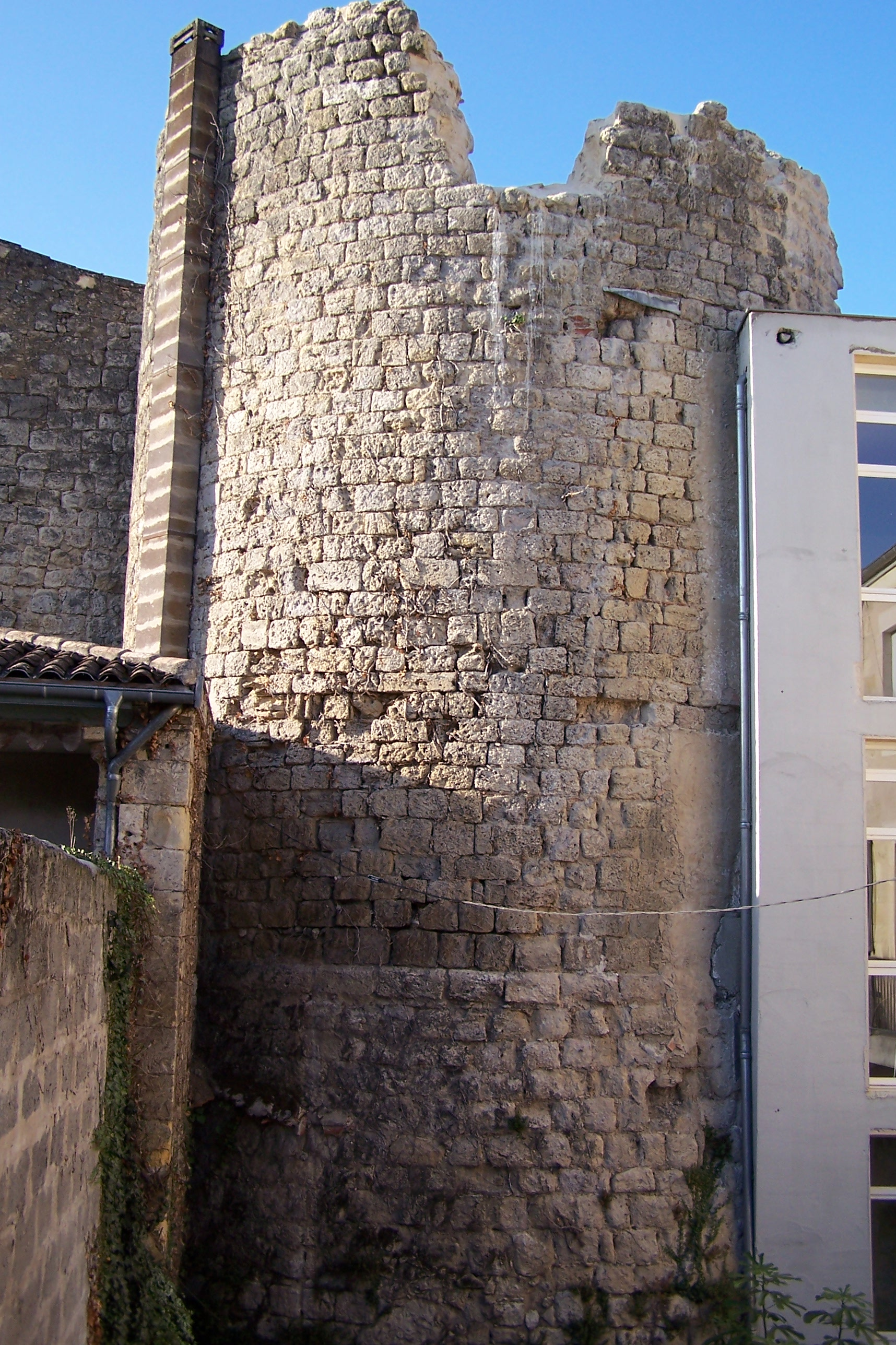
La tour de la route de Branne (nov. 2011)
44° 38′ 12,7″ N, 0° 19′ 04,33″ O
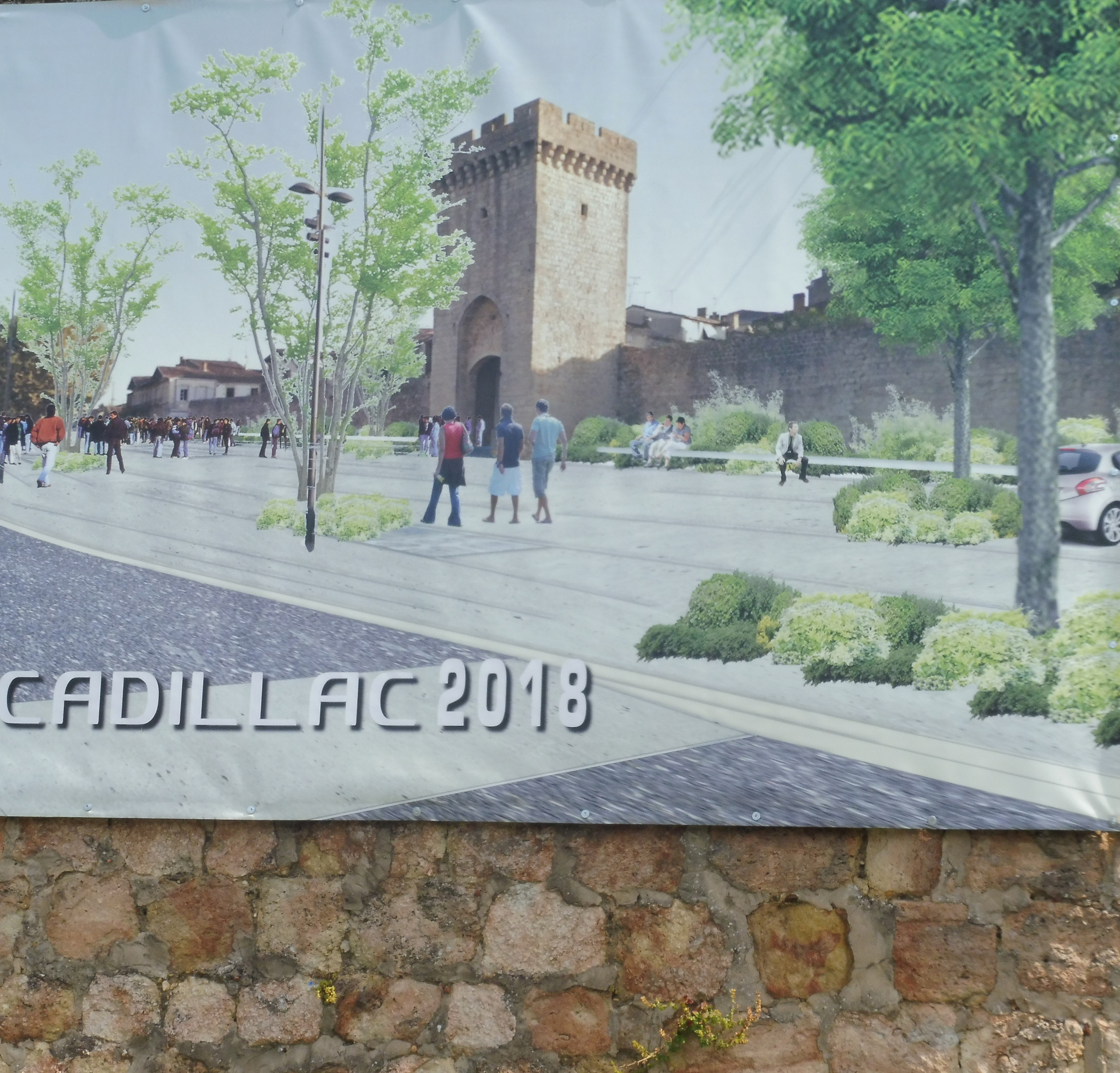
Travaux août 2017